# Vadžradhara

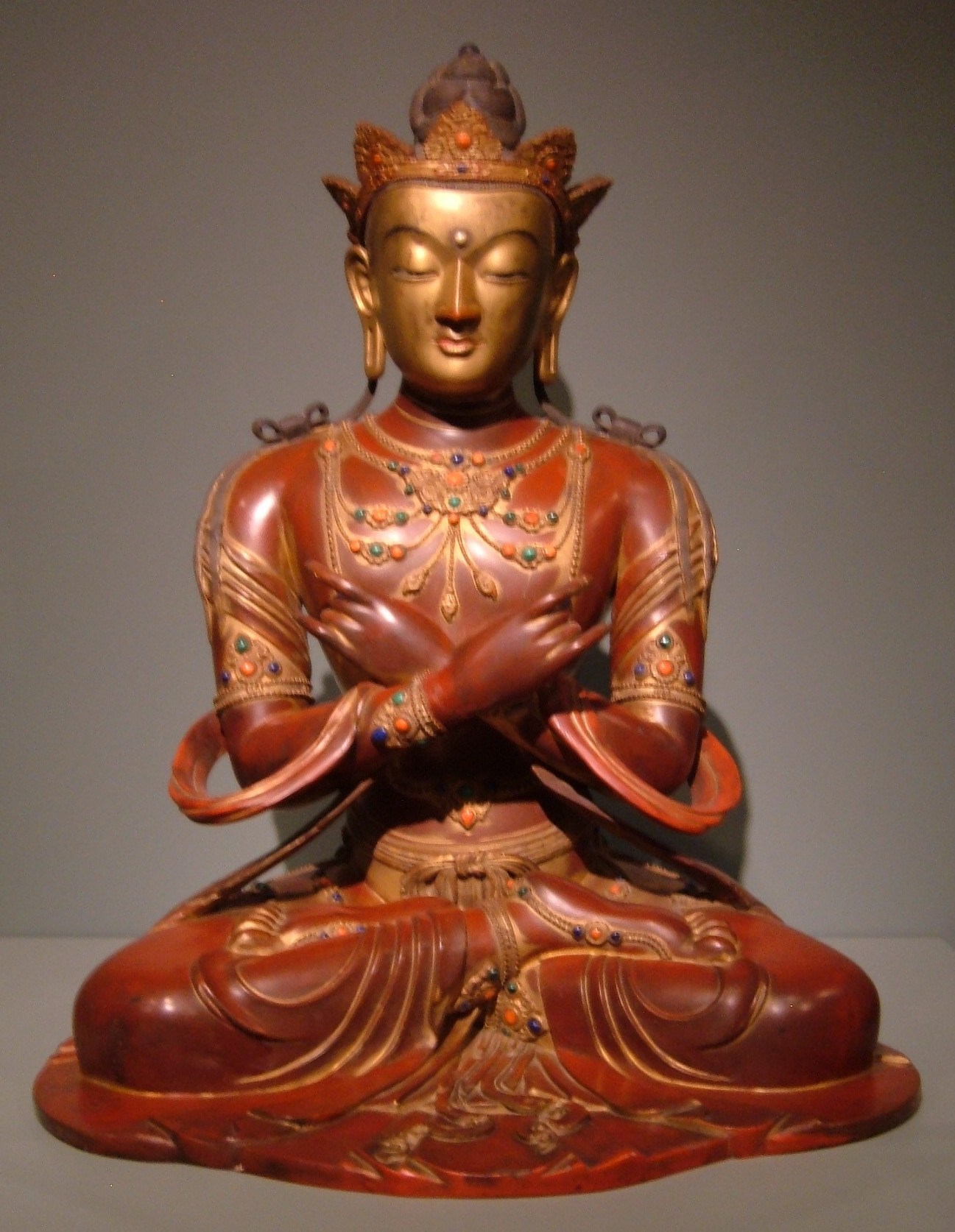
Vadžradhara, čínská socha z 18. století

Vadžradhara (v sanskrtu, tibetsky རྡོ་རྗེ་འཆང, Dordže Čhang, čínsky 金剛總持, japonsky 持金剛仏, česky „Držitel diamantu“) je buddha vyskytující se převážně ve vadžrajánovém buddhismu. Dle tantrických textů je tantrickou formou Buddhy Šákjamuniho a nejvyšší esencí všech buddhů. Dosažení „stavu Vadžradhary“ je synonymum pro úplnou realizaci.

## Pra-buddha

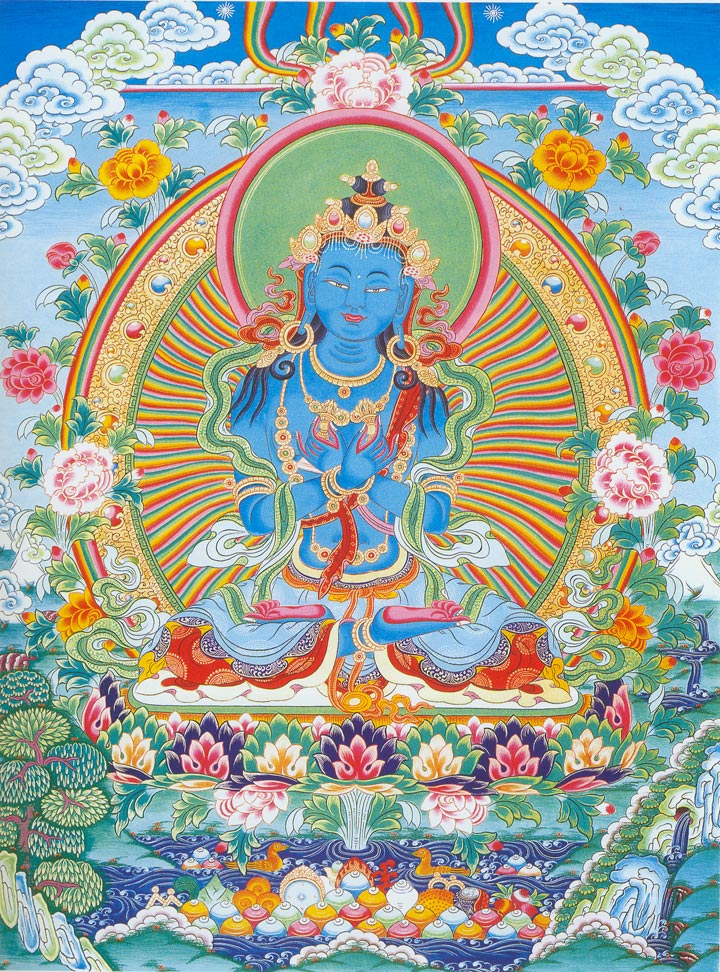
Dordže Čhang, tibetská thangka

Ve školách tibetského buddhismu Sakjapa, Gelugpa a Kagjü je Dordže Čhang považován za prvotního buddhu (Ádi-buddha) a buddhu dharmakáji, stavu pravdy. Je stejným duchovním kontinuem jako Buddha Šákjamuni a metafyzickým ekvivalentem Samantabhadry, který je pra-buddhou ve škole Ňingmapa. K této kolizi se Samantabhadrou došlo poprvé již během vývoje indického buddhismu, kdy jej Vadžradhara často vytlačoval a přebíral tak i jeho funkce, až se oba staly identickými, tzn. vyjádřením téhož.

## Ikonografie
Buddha Dordže Čhang má tmavě modrou barvu a sedí v plné meditační pozici na lotosovém květu a měsíčním disku. Ruce má zkřížené před srdcem a drží v nich dordže a zvonek, symbolizující spojení soucitu a moudrosti. Na sobě má ornamenty stavu radosti. V některých vyobrazeních je mírně nakolněný na pravou stranu.